# Congresso anarchico di Carrara (1945)
Il Congresso anarchico riunitosi a Carrara dal 15 al 19 settembre 1945 è stato il primo congresso nazionale del movimento anarchico svoltosi in Italia dopo la Resistenza e la fine della Seconda guerra mondiale. In esso venne decisa la fondazione della Federazione anarchica italiana (FAI).

## Contesto
Dopo l'attiva partecipazione degli anarchici alla Resistenza ed una serie di riunioni clandestine, si svolsero due importanti incontri interregionali: la riunione dei Gruppi libertari dell'Italia liberata (Napoli, 10-11 settembre 1944) e il convegno interregionale della Federazione Comunista Libertaria Alta Italia (Milano, 23-25 giugno 1945).

## Il dibattito congressuale
Il dibattito congressuale fu vivace e vide in particolare il confronto tra chi voleva fare dell'anarchismo un movimento di massa, modificandone in parte i presupposti in senso riformista (da qui la scelta nella denominazione del termine comunista libertario piuttosto che quella di anarchico) e chi - al contrario - intendeva muoversi nel solco dei principi consolidati dell'intransigenza rivoluzionaria.
A sostenere la prima posizione furono diversi delegati della Federazione Comunista Libertaria lombarda come Mario Orazio Perelli, Antonio Pietropaolo e Germinal Concordia a sostenere la seconda fu in particolare Cesare Zaccaria, che rappresentava l'Alleanza Gruppi Libertari campani, e l'area vicina al periodico italo-americano L'Adunata dei Refrattari.
Il congresso si concluse apparentemente con una soluzione di compromesso ma di fatto con un successo degli intransigenti, tanto che nel giro di pochi mesi Perelli, Pietropaolo, Concordia e i loro sostenitori abbandonarono la FAI per costituire un'effimera Federazione Libertaria italiana.

## Le principali deliberazioni
Il congresso deliberò la nascita della Federazione anarchica italiana. Venne costituito un Consiglio nazionale, con sede a Milano, con il compito di "curare l'organizzazione del Movimento (...) e promuoverne il funzionamento" composto da Germinal Concordia, Emilio Grassini, Mario Mantovani, Ezio Puzzoli, Corrado Quaglino, Bartolomeo Lagomarsino e Ugo Fedeli con funzioni di segretario.
Per quanto riguarda l'unità sindacale, pur criticando "l'attuale unità fittizia e puramente formale delle classi lavoratrici" che mascherava il monopolio di alcuni partiti ed evidenziando la tendenza alla centralizzazione della CGIL si decise di aderirvi costituendo al suo interno dei gruppi di difesa sindacalista. Per coordinare l'attività di questa corrente venne costituito un Comitato sindacale con sede a Livorno composto da Virgilio Antonelli, Recchi, Biasci, Bonotti.
Venne formulato un duro giudizio politico nei confronti dei CLN, tuttavia considerando l'estrema varietà delle situazioni locali venne consentita la partecipazione "quando sia localmente ritenuta utile, a condizione che non conduca a partecipare ai superiori CLN politici e sia la genuina espressione della massa lavoratrice". Si lasciò anche ai gruppi che già facevano parte dei CLN locali la facoltà "di uscirne nel momento più propizio per il movimento".
Anche i Consigli di gestione vennero condannati in quanto conseguenza dell'idea corporativa fascista di collaborazione tra capitale e lavoro.
Venne rifiutata la partecipazione all'agitazione per la Costituente considerata come un nuovo inganno, tendente a sostituire alla monarchia uno Stato non meno oppressivo.